# Ringparakit
Ringparakit (Barnardius zonarius) är en fågel i familjen östpapegojor inom ordningen papegojfåglar.

## Utseende och läte
Ringparakiten är en stor och turkosgrön papegoja med gult halsband. Fjäderdräkten varierar geografiskt och de olika populationerna skapar mellanformer där de möts. Fåglar i östra Australien har grönt huvud, medan de i centrala och västra delarna är svartaktiga. Vissa bestånd har orangefärgade band på buken och rött ovan näbben. Bland lätena hörs ljudligt ringande tjatter och klockliknande ljud.  

## Utbredning och systematik
Ringparakiten förekommer enbart i Australien. Den delas in i fyra underarter med följande utbredning:
- Barnardius zonarius semitorquatus – förekommer i längst ut i västligaste Western Australia
- Barnardius zonarius zonarius – förekommer från västcentrala Western Australia öseterut till södra centrala Northern Territory och södra centrala South Australia
- Barnardius zonarius barnardi – sydöstra Australiens inland
- Barnardius zonarius macgillivrayi – norra Australien (östra Northern Territory och angränsande nordvästra Queensland)

International Ornithological Congress (IOC) urskiljer även underarten parkeri med utbredning i nordöstra South Australia och sydvästra Queensland.

## Levnadssätt
Ringparakiten förekommer i olika miljöer beroende på geografin, alltifrån torr mulga]skog till stadsparker.

## Status och hot
Arten har ett stort utbredningsområde och tros öka i antal. Internationella naturvårdsunionen IUCN listar den därför som livskraftig (LC).

## Bilder

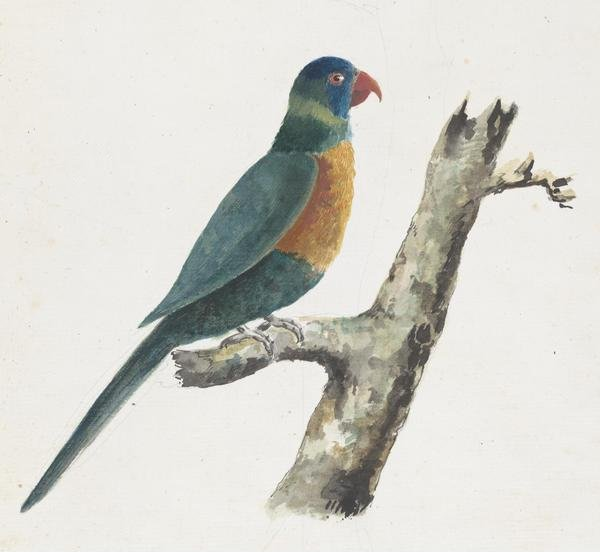
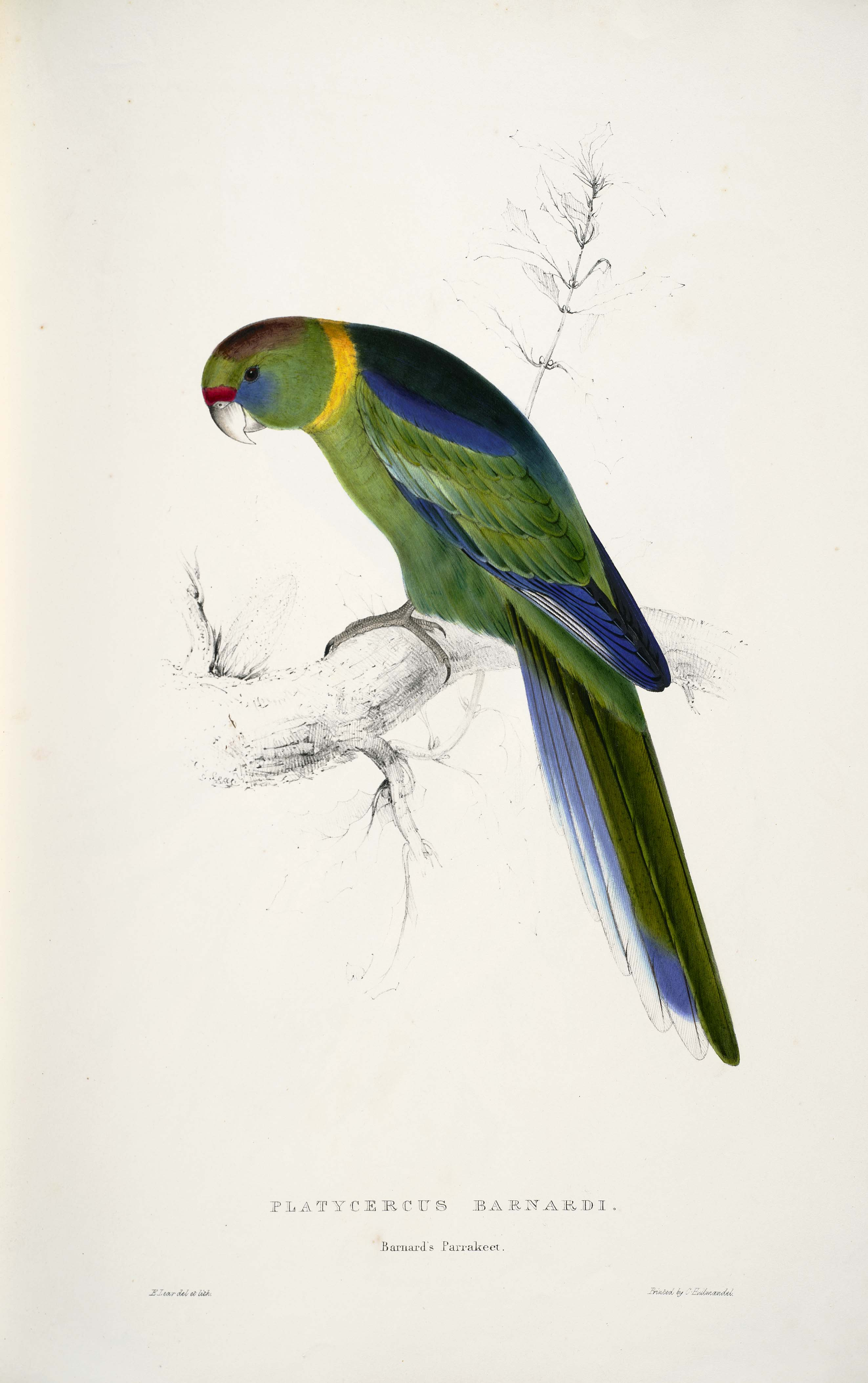
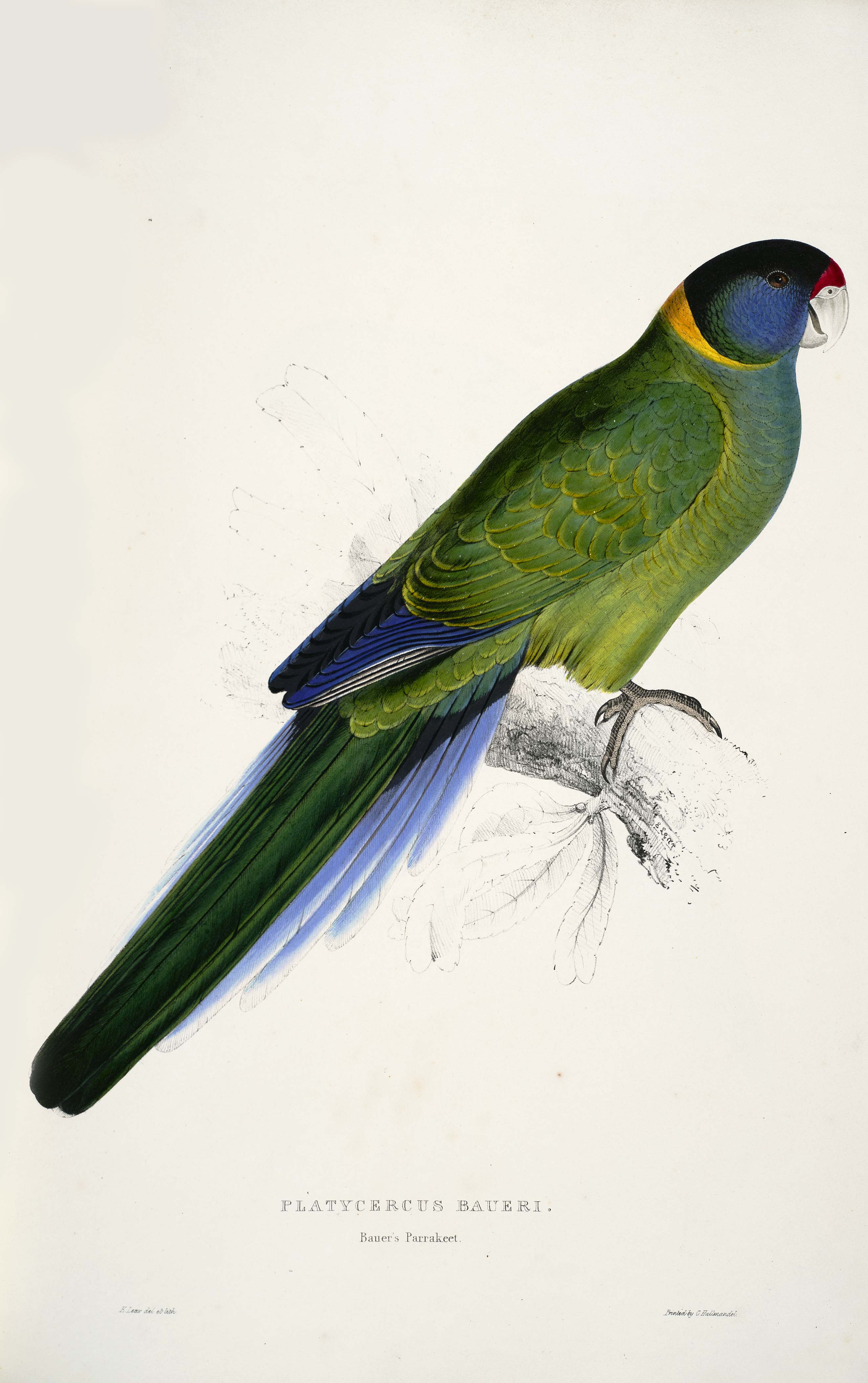
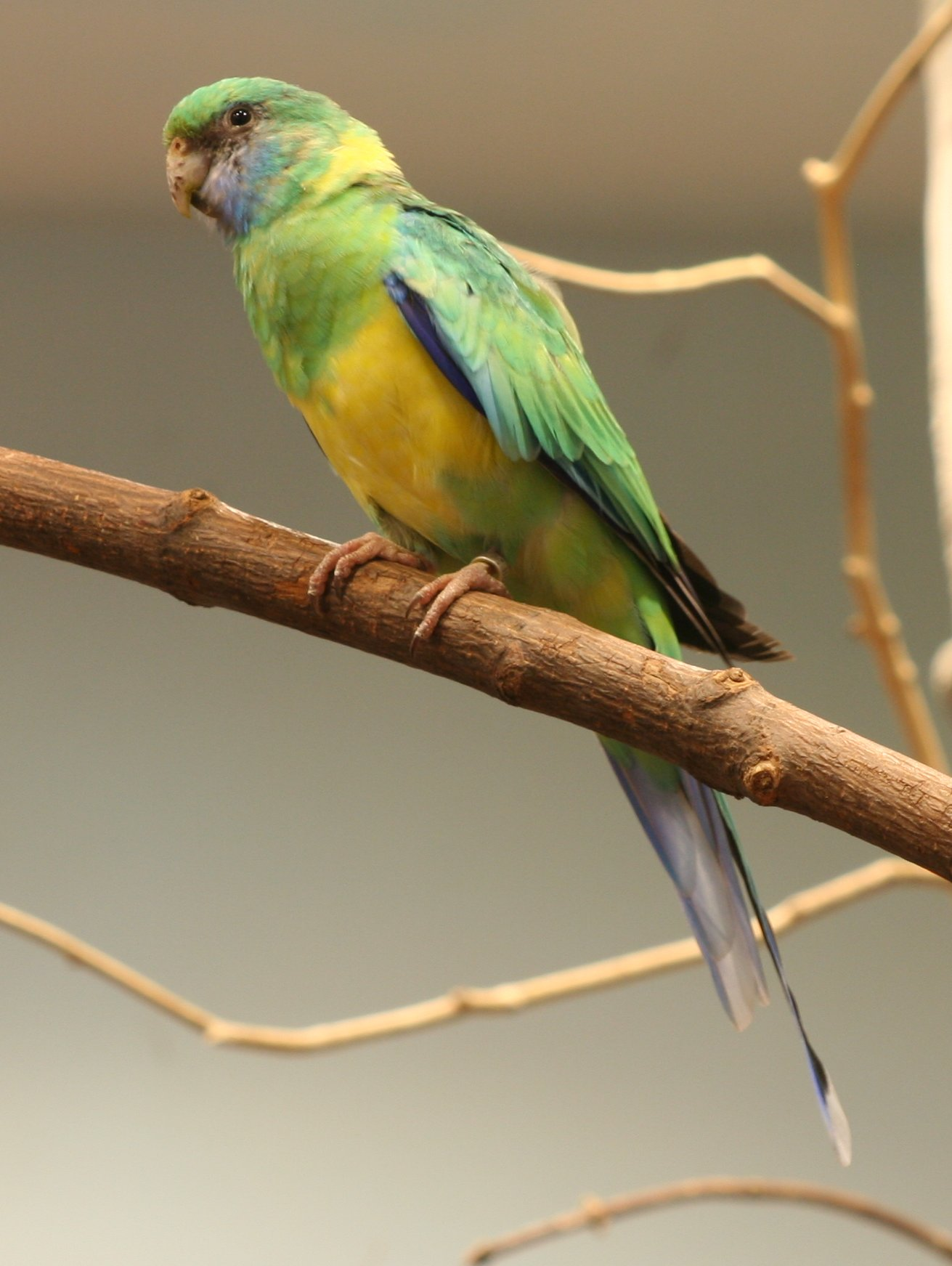
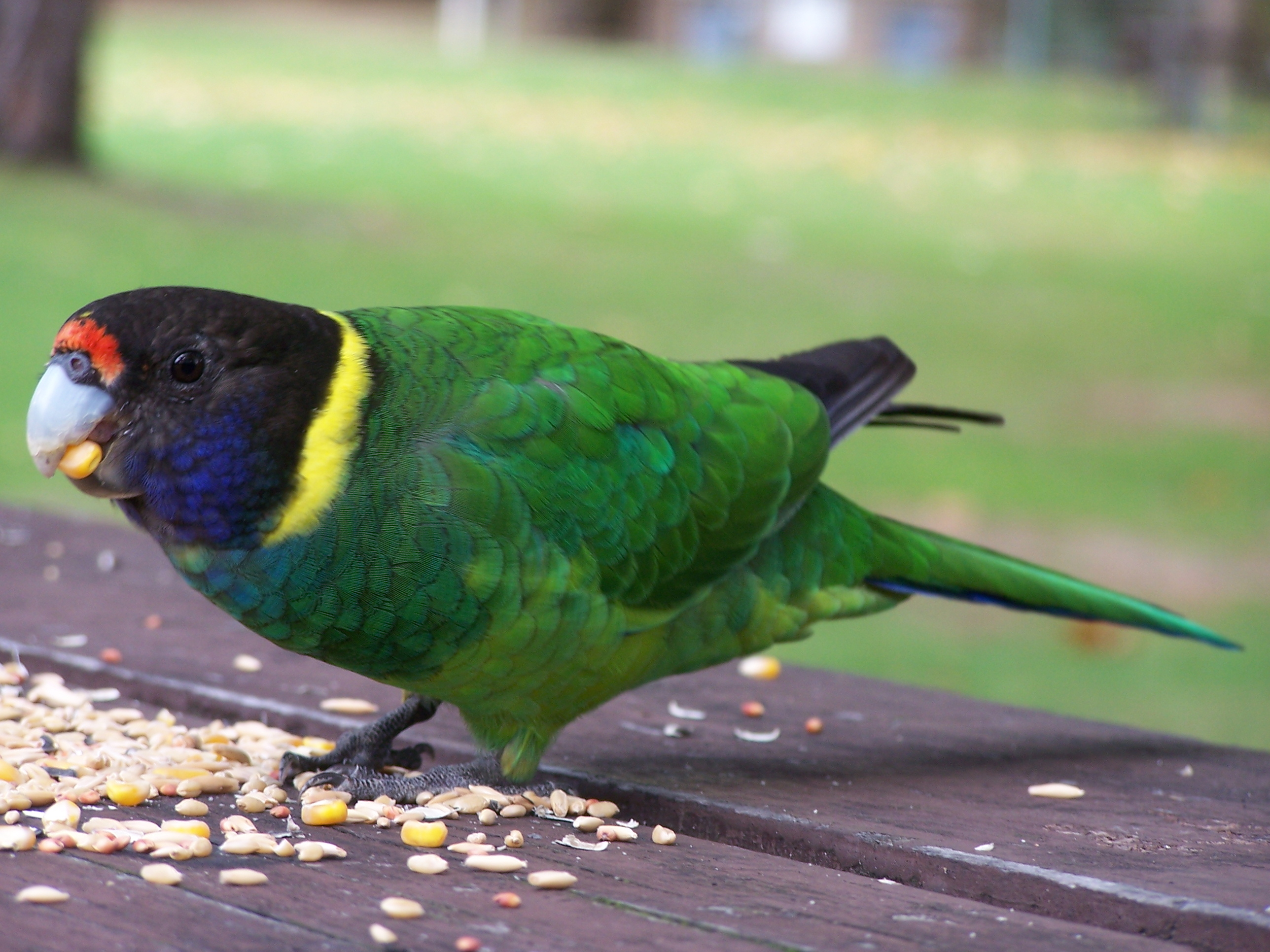
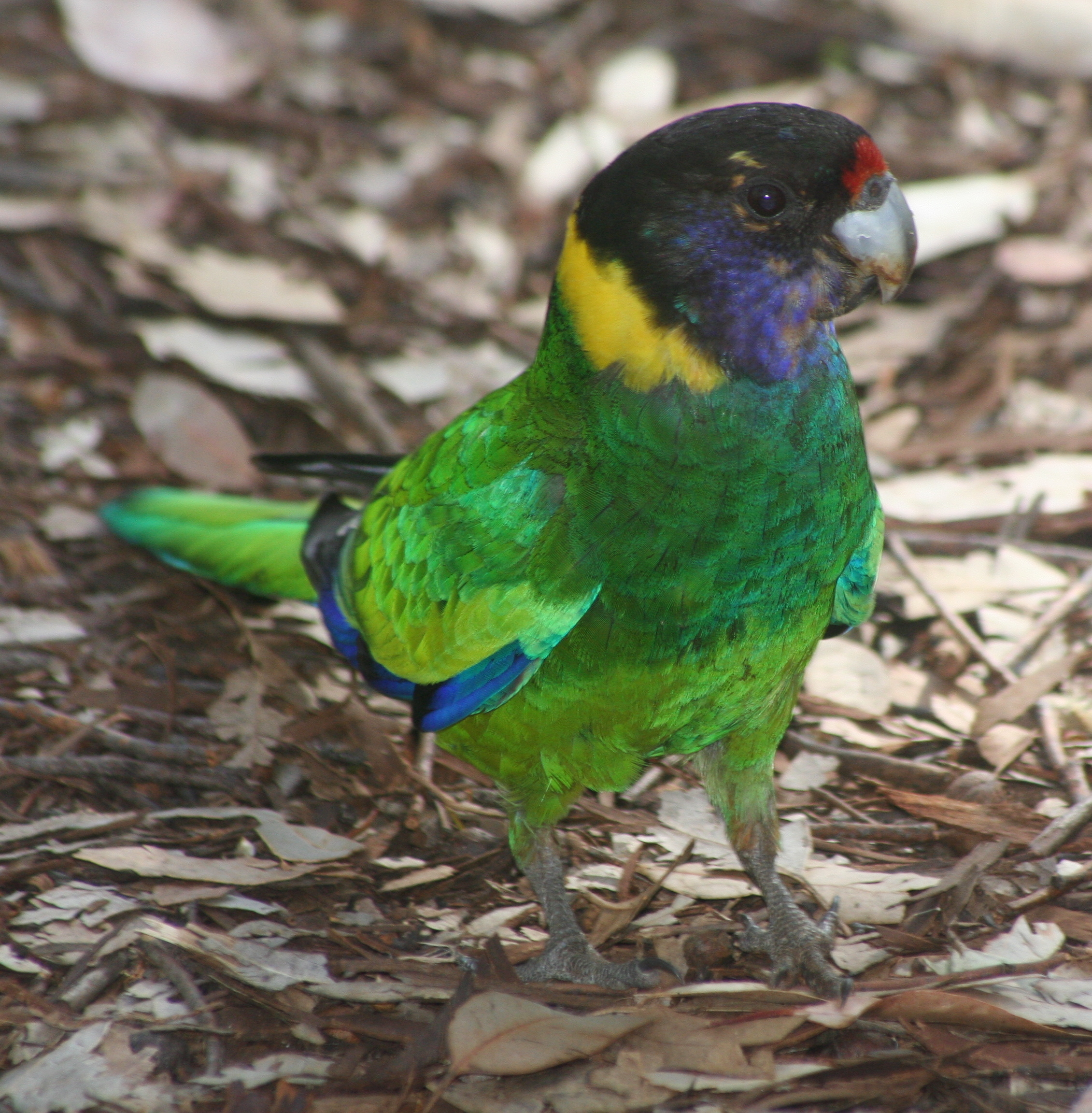
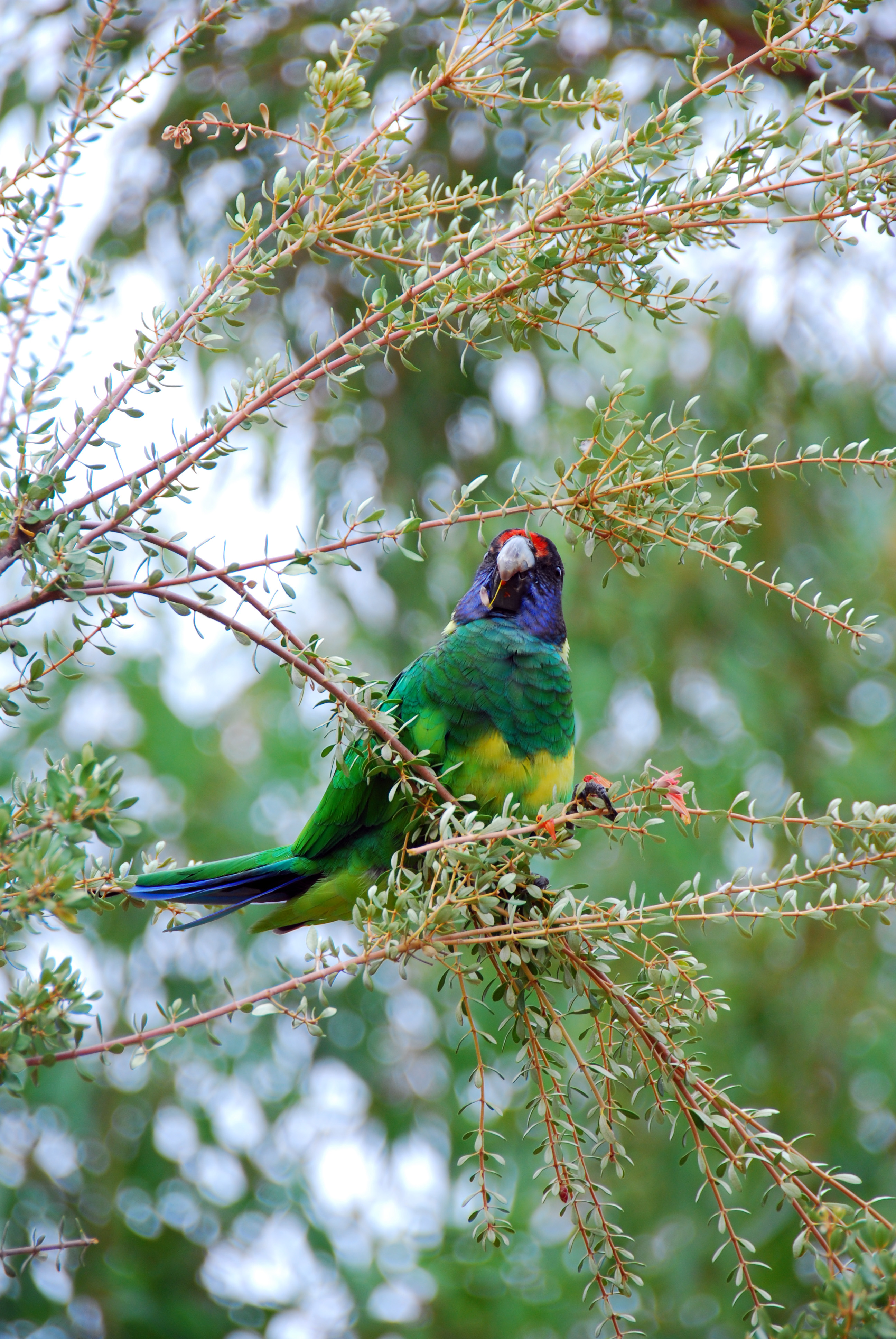
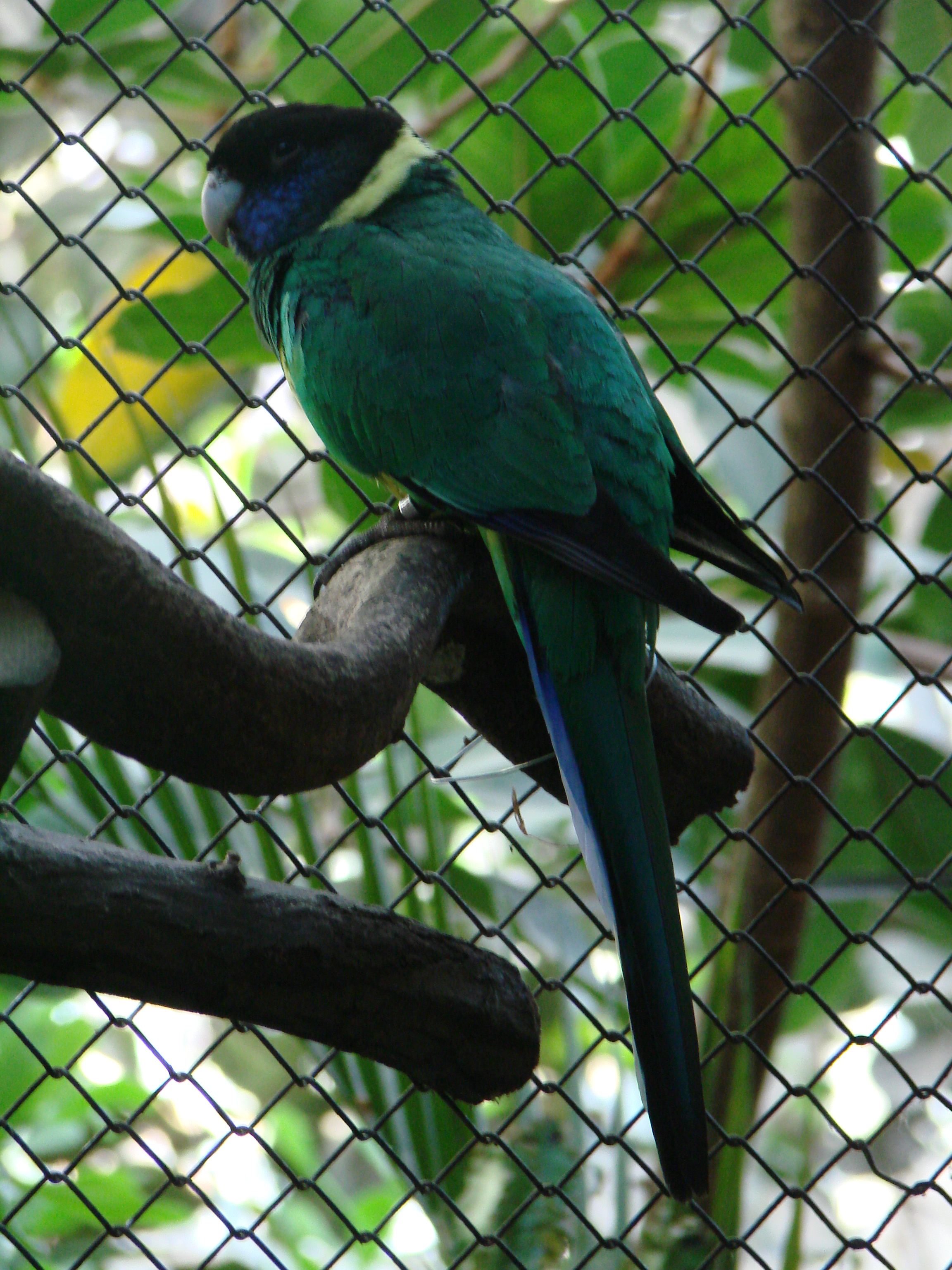